# Margaret Lockwood
Margaret Mary Day Lockwood (Karachi, 15 settembre 1916 – Kensington, 15 luglio 1990) è stata un'attrice britannica.

## Biografia
Visse per i primi anni nella natia Karachi, India Britannica (ora Pakistan), ma ancora bambina ritornò nel Regno Unito con la sua famiglia.
Debuttò sul palcoscenico all'età di 12 anni ed entrò alla Royal Academy of Dramatic Art di Londra, dove venne scoperta da un talent scout. Nel 1935 apparve in una versione cinematografica di Lorna Doone e, nel 1938, interpretò il ruolo di Jenny Sunley, la moglie frivola ed egocentrica del personaggio impersonato da Michael Redgrave, nel film E le stelle stanno a guardare (1938). Il suo film di maggiore successo del periodo fu La signora scompare (1938) di Alfred Hitchcock, in cui recitò nuovamente con Redgrave.
Continuò nel contempo a lavorare sulle scene teatrali, recitando anche al Gate Theatre di Dublino, dove accidentalmente diede fuoco al proprio camerino.
Nei primi anni quaranta cambiò la propria immagine sullo schermo, iniziando a interpretare ruoli di donna scellerata e diventando una delle attrici di maggior richiamo dell'epoca sugli schermi britannici. Il suo maggior successo del decennio fu come protagonista nel film La bella avventuriera (1945), un'opera controversa che all'uscita suscitò accese polemiche ma che diede alla Lockwood un vasto ritorno pubblicitario.
Continuò a recitare fino agli ultimi anni settanta. Una delle sue maggiori interpretazioni fu nella serie televisiva Justice. Nel 1980 venne insignita della CBE e la cerimonia alla quale si presentò fu la sua ultima apparizione pubblica.
Visse gli ultimi anni della sua esistenza in un isolamento volontario e morì a Kensington (Londra), di cirrosi epatica, all'età di 73 anni. Le è sopravvissuta una figlia, l'attrice Julia Clark (nata Margaret Julia de Leon).

## Filmografia
- Lorna Doone, regia di Basil Dean (1934)
- The Case of Gabriel Perry, regia di Albert de Courville (1935)
- Honours Easy, regia di Herbert Brenon (1935)
- Man of the Moment, regia di Monty Banks (1935)
- Un giorno o l'altro (Some Day), regia di Michael Powell (1935)
- Midshipman Easy, regia di Carol Reed (1935)
- Jury's Evidence, regia di Ralph Ince (1936)
- Gentiluomo dilettante - Il nuovo Robin Hood (The Amateur Gentleman), regia di Thornton Freeland (1936)
- L'amato vagabondo (The Beloved Vagabond), regia di Curtis Bernhardt (1936)
- Irish for Luck, regia di Arthur B. Woods (1936)
- The Street Singer, regia di Jean de Marguenat (1937)
- Who's Your Lady Friend?, regia di Carol Reed (1937)
- Doctor Syn, regia di Roy William Neill (1937)
- Melody and Romance, regia di Maurice Elvey (1937)
- Owd Bob, regia di Robert Stevenson (1938)
- Fiamme di passione (Bank Holiday), regia di Carol Reed (1938)
- La signora scompare (The Lady Vanishes), regia di Alfred Hitchcock (1938)
- A Girl Must Live, regia di Carol Reed (1939)
- Susanna e le giubbe rosse (Susannah of the Mounties), regia di Walter Lang e William A. Seiter (1939)
- Il dominatore del mare (Rulers of the Sea), regia di Frank Lloyd (1939)
- E le stelle stanno a guardare (The Stars Look Down), regia di Carol Reed (1940)
- Girl in the News, regia di Carol Reed (1940)
- Night Train to Munich, regia di Carol Reed (1940)
- Quiet Wedding, regia di Anthony Asquith (1941)
- Alibi, regia di Brian Desmond Hurst (1942)
- L'uomo in grigio (The Man in Grey), regia di Leslie Arliss (1943)
- Dear Octopus, regia di Harold French (1943)
- Give Us the Moon, regia di Val Guest (1944)
- Racconto d'amore (Love Story), regia di Leslie Arliss (1944)
- A Place of One's Own, regia di Bernard Knowles (1945)
- Sarai il mio amore (I'll Be Your Sweetheart), regia di Val Guest (1945)
- La bella avventuriera (The Wicked Lady), regia di Leslie Arliss (1945)
- Bedelia, regia di Lance Comfort (1946)
- Vendetta (Hungry Hill), regia di Brian Desmond Hurst (1947)
- Jassy la zingara (Jassy), regia di Bernard Knowles (1947)
- La strada di ognuno (The White Unicorn), regia di Bernard Knowles (1947)
- Pygmalion (1948) - Film TV
- Il matrimonio è una cosa seria (Look Before You Love), regia di Harold Huth (1948)
- L'allegro moschettiere (Cardboard Cavalier), regia di Walter Forde (1949)
- Rivederti ancora (Madness of the Heart), regia di Charles Bennett (1949)
- Estremamente pericoloso (Highly Dangerous), regia di Roy Ward Baker (1950)
- Ritorna il terzo uomo (Trent's Last Case), regia di Herbert Wilcox (1952)
- Riso tragico (Laughing Anne), regia di Herbert Wilcox (1953)
- Il tiranno di Glen (Trouble in the Glen), regia di Herbert Wilcox (1954)
- La poltrona vuota (Cast a Dark Shadow), regia di Lewis Gilbert (1955)
- The Royalty (1957) - serie tv
- The Flying Swan (1965) - serie tv
- Justice (1971-1974) - serie tv
- La scarpetta e la rosa (The Slipper and the Rose: The Story of Cinderella), regia di Bryan Forbes (1976)

## Doppiatrici italiane
- Renata Marini in Gentiluomo dilettante - Il nuovo Robin Hood, E le stelle stanno a guardare
- Tina Lattanzi ne L'uomo in grigio, La bella avventuriera
- Rina Morelli in Riso tragico, Il tiranno di Glen
- Laura Carli ne Il dominatore del mare
- Anna Miserocchi ne La scarpetta e la rosa
- Fiorella Betti ne La signora scompare (doppiaggio tardivo)